# Старообрядчество
Старообря́дчество (до указа о веротерпимости 1905 года — раско́л, раско́льничество); Древлеправосла́вие (по́зднее самоназвание ряда течений) — совокупность религиозных течений и организаций в русле русской православной традиции, отвергающих предпринятую в 1653—1660-х годах московским патриархом Никоном и царём Алексеем Михайловичем церковную реформу, целью которой провозглашалась унификация богослужебного чина Русской церкви с Греческой церковью и, прежде всего, с Константинопольской церковью («книжная справа»).
Богослужебная реформа была одобрена и подтверждена постановлениями ряда соборов, проходивших в Москве в 1653—1680-х годах. Противники реформы были преданы анафеме как еретики на Московском соборе 1656 года (только держащиеся двуперстного крестного знамения) и на Большом Московском соборе 1666—1667 годов. Реформа вызвала раскол в Русской церкви. В результате появились оппозиционные группы раскольников, впоследствии разделившиеся на многочисленные согласия.
В XX веке позиция Русской православной церкви по старообрядческому вопросу значительно смягчилась, что привело к определению поместного собора 1971 года, в частности, «утвердить постановление Патриаршего Священного синода от 23 (10) апреля 1929 года об упразднении клятв Московского собора 1656 года и Большого Московского собора 1667 года», наложенных ими на старые русские обряды и на придерживающихся их православных христиан и считать эти клятвы «яко не бывшие».
Снятие «клятв», однако, не привело к восстановлению молитвенного (евхаристического) общения старообрядцев с поместными православными церквями. Старообрядцы, как и прежде, считают лишь себя в полной мере православными христианами, квалифицируя РПЦ Московской патриархии как инославную. В рамках старообрядчества как религиозного явления отсутствуют единодушие и цельность. В зависимости от отношения старообрядцев к священству принято делить их на две группы — поповцев и беспоповцев. Поповцы полагают «новообрядцев» еретиками «второго чина» (для приёма в молитвенное общение от которых достаточно миропомазания, причём такой приём осуществляется, как правило, с сохранением духовного сана переходящего в старообрядчество лица); большинство беспоповцев (кроме часовенных и некоторых нетовцев) полагают новообрядцев еретиками «первого чина», для приёма которых в эти старообрядческие толки необходимо отдельное крещение.
Крупнейшая старообрядческая организация в современной России — Русская православная старообрядческая церковь — относится к поповцам.

## История
Последователи старообрядчества отсчитывают свою историю с Крещения Руси равноапостольным князем Владимиром, который воспринял православие от греков. Флорентийская уния (1439) с латинянами послужила главной причиной для отделения Русской поместной церкви от Константинопольского патриарха-униата и создания автономной Русской поместной церкви в 1448 году, когда собор русских епископов поставил себе митрополита без участия греков. Большим авторитетом у старообрядцев пользуется Поместный Стоглавый собор 1551 года в Москве. С 1589 года Русская церковь с центром в Москве стала возглавляться патриархом.
Реформа богослужебной практики в Русской церкви, инициированная патриархом Никоном в 1653 году, внедрение которой совпало с началом европеизации и секуляризации московского уклада жизни и культуры вследствие начавшейся в 1654 году войны с Польшей, встретила сильное сопротивление со стороны сторонников старых обрядов. В 1656 году на поместном соборе Русской церкви все крестящиеся двумя перстами были объявлены еретиками, отлучены от Троицы и преданы проклятию. В 1667 году состоялся Большой Московский собор с участием греческих иерархов. Собор одобрил книги новой печати, утвердил новые обряды и чины и наложил «клятвы» (анафемы) на старые книги и обряды. Сторонники старых обрядов вновь были объявлены еретиками. Со своей стороны, приверженцы старых обрядов распространяли мнение о Никоне, а впоследствии и о императоре Петре I — как антихристе.
Страна оказалась на грани религиозной войны. Первым восстал Соловецкий монастырь, который был взят стрельцами в 1676 году. В 1681 году состоялся собор, который просил молодого царя Фёдора III о казнях, о решительной расправе над старообрядческими книгами, церквями, скитами, монастырями и над самими старообрядцами. Сразу после собора начались расправы. В 1682 году состоялась казнь старообрядцев — было сожжено в срубе четыре узника — протопоп Аввакум, священник Лазарь, диакон Феодор, соловецкий инок Епифаний. В 1685 году правительница Софья издала «12 статей» — государственные всеобщие законы, на основании которых были в дальнейшем преданы различным наказаниям: изгнаниям, тюрьмам, пыткам, сожжениям живыми в срубах тысячи старообрядцев.
Старообряческий публицист Ф. Е. Мельников отмечает, что в ход против старого обряда на протяжении всего послереформенного периода со стороны «новообрядческих» соборов и синодов шли самые различные средства: клевета, ложь, подлоги. Особенно знамениты такие подлоги, как Соборное деяние на еретика Арменина, на мниха Мартина и Феогностов Требник. Профессор Козлов В. П., говоря о «Деяниях на Мартина Армянина» и «Феогностове Требнике», пишет:
В наше время “Соборное деяние” и “Феогностов Требник” стали классическими примерами фальсификации исторических источников России. Действительно, они стоят у истоков истории сознательных подлогов с отчётливо выраженной идеологической целью.
Для борьбы со старым обрядом была проведена и деканонизация святой благоверной Анны Кашинской в 1677 году.
Пётр I, осуществивший масштабные модернизационные реформы всех сторон жизни общества, включая и преобразования в церковном управлении, и проводивший политику веротерпимости в отношении иностранных конфессий, к расколу относился с опасением, видя в нём политически неблагонадёжную религиозно-национальную идеологию, подрывающую его реформы и создающую очаг идеологического сопротивления. В 1716 году были отменены «Двенадцать статей» царевны Софьи и старообрядцам для облегчения их учёта была предоставлена возможность полулегального существования при условии платить «за оный раскол всякие платежи вдвое»; при этом был усилен контроль и наказание тех, кто уклонялся от регистрации и выплаты двойного налога. Неисповедующихся и не платящих двойной налог предписывалось штрафовать, каждый раз увеличивая ставку штрафа, и даже ссылать на каторгу. За «совращение в раскол», как и до Петра I, полагалась смертная казнь, что было подтверждено в 1722 году. Старообрядческих священников объявляли либо расколоучителями, если это были старообрядческие наставники, либо изменниками православию, если они раньше были священниками, и наказывали и за то, и за другое. С 1722 года власти запретили ссылать расколоучителей и тайных староверов в Сибирь ввиду чрезмерного их числа в тех краях.
Ужесточение репрессий в отношении раскольников со стороны властей произошло в царствование Анны Иоанновны. Тем не менее, по мнению Зеньковского число старообрядцев увеличивалось, а не уменьшалось: по его предположению, не менее половины населения земель к северу и востоку от Волги ушло в раскол и не подчинялось официальной церкви. Старообрядческое купечество богатело и даже отчасти стало основной опорой предпринимательства в XIX веке. Социально-экономический расцвет был следствием изменения государственной политики в отношении старообрядцев.
В октябре 1800 года императором Павлом I было учреждено единоверие, которое начало значительно численно увеличиваться только при Николае I.
В 1846 году, благодаря стараниям изгнанного турками с Босно-Сараевской кафедры греческого митрополита Амвросия (Папагеоргопулоса), старообрядцам-беглопоповцам удалось восстановить церковную иерархию на территории Австро-Венгрии среди беженцев. Появилось Белокриницкое согласие, также именовавшееся «австрийской иерархией». Однако не все старообрядцы приняли нового митрополита: из-за сомнений в истинности его крещения (в греческом православии практиковалось «обливательное» крещение), из-за обвинений Амвросия в симонии, а также из-за того, что данная иерархия была основана им единично вопреки ряду канонов. Первоначально белокриницкое согласие действовало среди эмигрантов. Им удалось вовлечь в свои ряды донских казаков-некрасовцев. В 1849 году белокриницкое согласие распространилось и на Россию, когда в сан был возведён первый епископ белокриницкой иерархии в России Софроний (Жиров). В 1853 году был посвящён в сан епископа Владимирского Антоний (Шутов), который в 1863 году стал архиепископом Московским. Вместе с тем, воссоздание иерархии осложнялось внутренними конфликтами между епископом Софронием и архиепископом Антонием. В 1862 году большие дискуссии в старообрядческой среде произвело Окружное послание. Противники документа составили толк неокружников.
В статье 60 Устава о предупреждении и пресечении преступлений говорилось: «Раскольники не преследуются за мнения их о вере; но запрещается им совращать и склонять кого-либо в раскол свой под каким бы то видом». Им было запрещено строить церкви, заводить скиты, а существующие даже чинить, а также издавать какие-либо книги, по которым совершались их обряды. Старообрядцы ограничивались при занятии общественных должностей. Религиозный брак старообрядцев, в отличие от религиозных браков прочих конфессий, не признавался государством. До 1874 года все дети старообрядцев считались незаконнорождёнными. С 1874 года для старообрядцев введён гражданский брак: «Браки раскольников приобретают в гражданском отношении, через записание в установленные для сего особые метрические книги, силу и последствия законного брака».
Некоторые ограничения для старообрядцев (в частности, запрет занимать общественные должности) были отменены в 1883 году.
17 апреля 1905 года был дан Высочайший указ «Об укреплении начал веротерпимости», который, в числе прочего, отменял законодательные ограничения в отношении староверов и в частности гласил: «Присвоить наименование старообрядцев, взамен ныне употребляемого названия раскольников, всем последователям толков и согласий, которые приемлют основные догматы Церкви Православной, но не признают некоторых принятых ею обрядов и отправляют своё богослужение по старопечатным книгам». Он дал старообрядцам возможность открыто устраивать крестные ходы, иметь колокольный звон, организовывать общины; легализовалось Белокриницкое согласие. Среди старообрядцев беспоповского толка оформилось поморское согласие.
Относительно количества старообрядцев у исследователей нет единого мнения. Это связано как со стремлением официальных властей Российской империи занизить число старообрядцев в своих отчётах, так и отсутствием полноценных научных исследований, посвящённых этой теме. Точными цифрами своих последователей не располагали и руководители старообрядческих согласий. Клирик РПСЦ Иоанн Севастьянов полагает «вполне адекватной цифрой на начало XX в. <…> 4-5 млн человек из 125 млн населения Российской империи».
Власти в РСФСР и позже СССР относительно благосклонно относилась к старообрядцам до конца 1920-х годов в русле своей политики поддерживать течения, оппозиционные патриарху Тихону. Великая Отечественная война была встречена неоднозначно: большинство старообрядцев призывали защищать Родину, но были и исключения, например, Республика Зуева или староверы деревни Лампово, федосеевцы которой стали активными коллаборационистами; Центральный старообрядческий совет Литвы 9 марта 1943 года выступил с воззванием, в котором призвал «оказать помощь немецкой армии в уничтожении жидовского коммунизма».
В послевоенное время, по воспоминаниям епископа Евмения (Михеева), «в местах, где традиционно жили старообрядцы, быть публично коммунистом и посещать тайно церковь никогда не было чем-то из ряда вон выходящим. Они не были воинствующими атеистами. Ведь многие же верующие люди вступали в КПСС вынужденно для того, чтобы иметь приличную работу или занимать какую-нибудь руководящую должность. Поэтому таких людей было довольно много».

## Реформы патриарха Никона
В ходе реформы, предпринятой Патриархом Никоном в 1653 году, богослужебная традиция Русской церкви, сложившаяся в XIV—XVI веках, была изменена в следующих пунктах:
1. Так называемая «книжная справа», выразившаяся в редактировании текстов Священного писания и богослужебных книг, которая привела к изменениям, в частности, в принятом в Русской Церкви тексте перевода Символа Веры: убран союз-противопоставление «а» в словах о вере в Сына Божия «рожденна, а не сотворенна», о Царствии Божием стали говорить в будущем («не будет конца»), а не в настоящем времени («несть конца»), из определения свойств Духа Святого исключено слово «Истиннаго». В исторические богослужебные тексты было внесено также множество других исправлений, например, в слово «Ісус» (под титлом «Ic») была добавлена ещё одна буква и оно стало писаться «Іисус» (под титлом «Іис»).
2. Замена двуперстного крестного знамения трёхперстным и отмена т. н. метаний, или малых земных поклонов — в 1653 году Никон разослал по всем московским церквям «память», в которой говорилось: «не подобает в церкви метания творити на колену, но в пояс бы вам творити поклоны; ещё и тремя персты бы есте крестились».
3. Крестные ходы Никон распорядился проводить в обратном направлении (против солнца, а не посолонь).
4. Возглас «аллилуйя» во время пения в честь Св. Троицы стали произносить не дважды (сугубая аллилуйя), а трижды (трегубая).
5. Изменено число просфор на проскомидии и начертание печати на просфорах.

## Современность
В настоящее время старообрядческие общины, помимо России, имеются в Латвии, Литве, Эстонии, Молдавии, Казахстане, Польше, Беларуси, Румынии, Болгарии, Украине и в ряде стран Северной Америки и Южной Америки, а также в Австралии.
Крупнейшая современная православная старообрядческая религиозная организация в России и за её границами — Русская православная старообрядческая церковь (Белокриницкая иерархия, осн. в 1846 году), насчитывающая около миллиона прихожан; имеет два центра — в Москве и румынской Брэиле. В 2007 году рядом клириков и мирян РПСЦ была образована самостоятельная Древлеправославная церковь Христова Белокриницкой иерархии.
Древлеправославная поморская церковь (ДПЦ) имеет на территории России более 200 общин, причём значительная часть общин не зарегистрирована. Централизованным, совещательным и координационным органом в современной России является Российский Совет ДПЦ.
Духовно-административный центр Русской древлеправославной церкви до 2002 года находился в Новозыбкове Брянской области; с тех пор — в Москве. В 1999 году от РДЦ отделилась Древлеправославная архиепископия.
Общая численность старообрядцев в России, по приблизительной оценке, составляет свыше 2 млн чел. Среди них преобладают русские, но есть также украинцы, белорусы, карелы, финны, коми-зыряне, удмурты, чуваши и другие.
В 2000 году на Архиерейском соборе Русская православная церковь заграницей принесла покаяние перед старообрядцами:

«Мы глубоко сожалеем о тех жестокостях, которые были причинены приверженцам Старого Обряда, о тех преследованиях со стороны гражданских властей, которые вдохновлялись и некоторыми из наших предшественников в иерархии Русской Церкви… Простите, братья и сёстры, наши прегрешения, причинённые вам ненавистью. Не считайте нас сообщниками в грехах наших предшественников, не возлагайте горечь на нас за невоздержные деяния их. Хотя мы потомки гонителей ваших, но неповинны в причинённых вам бедствиях. Простите обиды, чтобы и мы были свободны от упрёка, тяготеющего над ними. Мы кланяемся вам в ноги и препоручаем себя вашим молитвам. Простите оскорбивших вас безрассудным насилием, ибо нашими устами они раскаялись в соделанном вам и испрашивают прощения… В XX веке на Православную Российскую Церковь обрушились новые преследования, теперь уже от рук богоборного коммунистического режима… Мы со скорбью признаём, что великое гонение нашей Церкви в прошедшие десятилетия отчасти может быть и Божиим наказанием за преследование чад Старого Обряда нашими предшественниками. Итак, мы сознаём горькие последствия событий, разделивших нас и, тем самым, ослабивших духовную мощь Русской Церкви. Мы торжественно провозглашаем своё глубокое желание исцелить нанесённую Церкви рану…»

3 марта 2016 года в Московском доме национальностей состоялся круглый стол на тему «Актуальные проблемы старообрядчества», на котором присутствовали представители Русской православной старообрядческой церкви, Русской Древлеправославной церкви и Древлеправославной поморской церкви. Представительство было самое высокое — московский митрополит Корнилий (Титов), древлеправославный патриарх Александр (Калинин) и поморский духовный наставник Олег Розанов. Встреча на таком высоком уровне между разными ветвями православия прошла впервые.
1 и 2 октября 2018 года в Доме русского зарубежья им. А. И. Солженицына прошёл первый «Всемирный старообрядческий форум», на котором собрались представители всех основных согласий для решения общих проблем, сохранения тех духовных и культурных ценностей, которые объединяют современных старообрядцев, несмотря на вероучительные различия. Однако на последующих форумах львиную долю участников составляли не миряне, а клирики согласий и официально утверждённые делегаты. Второй форум, посвященный 400-летию протопопа Аввакума, прошёл без участия представителей Русской древлеправославной церкви. Снизился и интерес к мероприятию в общественном пространстве".
1 апреля 2025 года президент России Владимир Путин подписал указ об упрощенном получении гражданства старообрядцами.

## Основные течения старообрядчества
| Поповство  | Поповство              | Поповство              | Поповство    | Беспоповство       | Беспоповство       | Беспоповство       | Беспоповство       | Беспоповство       | Беспоповство     | Беспоповство     | Беспоповство     | Беспоповство |
| Единоверие | Белокриницкое согласие | Белокриницкое согласие | Беглопоповцы | Выгорецкая обитель | Выгорецкая обитель | Выгорецкая обитель | Выгорецкая обитель | Любушкино согласие | Спасово согласие | Спасово согласие | Спасово согласие | Федосеевцы   |
| Единоверие | Окружники              | Неокружники            | Часовенные   | Поморское согласие | Филипповцы         | Филипповцы         | Филипповцы         | Любушкино согласие | Самокрещенцы     | Самокрещенцы     | Самокрещенцы     | Аристовцы    |
| Единоверие | Окружники              | Неокружники            | Часовенные   | Поморское согласие | Аароново согласие  | Бегуны             | Пастухово согласие | Любушкино согласие | Дырники          | Рябиновцы        | Средники         | Аристовцы    |

### Поповство
Одно из самых широких течений старообрядчества. Возникло в результате раскола и закрепилось в последнем десятилетии XVII века.
Сам протопоп Аввакум высказывался за то, чтобы принимать священство из «новообрядческой» церкви: «И иже в православных церквах, где пение без примеса внутрь алтаря и на крылосах, а поп новопоставлен, о сем посудить — аще он поп проклинает никониан и службу их и всею крепостию любит старину: по нужде настоящего ради времени да будет поп. Как же в миру быть без попов? К тем церквам приходить».
Поповцы приемлют все таинства Православного христианства и признают необходимость священников при богослужениях и обрядах. Характерно участие в церковной жизни не только священнослужителей, но и мирян.
Основными центрами поповства изначально был Нижегородский край, где насчитывались десятки тысяч старообрядцев, Донская область, Черниговщина, Стародубье. В XIX веке крупнейшим центром поповства стала община Рогожского кладбища в Москве, в которой ведущую роль играли владельцы мануфактур.
Вначале поповцы были вынуждены принимать священников, перебегавших по различным причинам из Русской православной церкви. За это поповцы получили название «беглопоповцы». В силу того, что многие архиепископы и епископы либо присоединились к новой церкви, либо, в противном случае, были репрессированы, старообрядцы не могли сами рукоположить дьяконов, священников или епископов. В XVIII веке было известно несколько самозваных епископов (Афиноген, Анфим), которые были разоблачены старообрядцами.
При приёме беглых «новообрядческих» священников поповцы, ссылаясь на постановления разных Вселенских и поместных соборов, исходили из действительности рукоположения в РПЦ и возможности приёма трёхпогружательно крещёных «новообрядцев», в том числе священство вторым чином (через миропомазание и отречение от ересей), ввиду того, что Апостольская преемственность в этой церкви сохранилась, несмотря на реформы.
В 1846 году, после перехода в старообрядчество митрополита Боснийского Амвросия, возникла Белокриницкая иерархия, которая в настоящее время является одним из самых крупных старообрядческих направлений, приемлющих священство. Большая часть старообрядцев приняла старообрядческую иерархию, но третья часть перешла в беспоповщину.
По догматике поповцы мало отличаются от «новообрядцев», однако придерживаются при этом старых — дониконианских — обрядов, богослужебных книг и церковных традиций.
Численность поповцев на конец XX века составляет около 1,5 млн человек, большая часть которых сосредоточена в России (самые большие группы находятся в Московской и Ростовской областях).
В настоящее время поповцы делятся на две основные группы:
1. Белокриницкая иерархия (в России представлена Русской православной старообрядческой церковью)
2. Новозыбковская иерархия (Русская древлеправославная церковь).

### Беспоповство
Возникло в XVII веке после смерти священников старого рукоположения. В рядах старообрядцев после раскола не было ни одного епископа, за исключением Павла Коломенского, умершего ещё в 1654 году и не оставившего себе преемника. По каноническим правилам церковная иерархия без епископа существовать не может, так как только епископ имеет право посвятить священника и диакона. Старообрядческие священники дониконовского поставления скоро умерли. Часть старообрядцев, непризнавшая каноничности священников, поставленных в свои должности по новым, реформированным, книгам, вынужденно пришла к отрицанию возможности сохранения в мире «истинного» духовенства, и сформировала беспоповский толк. Старообрядцы (именуемые официально как древлеправославные христиане иже священства не приемлющие), отвергнувшие священников нового поставления, оставшись совершенно без священников, стали в быту называться беспоповцами, богослужение они стали, по возможности, проводить т. н. мирянским чином, в котором отсутствуют элементы, осуществляемые иереем.
Беспоповцы первоначально селились в диких необжитых местах на побережье Белого моря и потому стали называться поморами. Другими крупными центрами беспоповцев стали Олонецкий край (современная Карелия) и речка Керженец в Нижегородских землях. Впоследствии, в беспоповском движении возникли новые разделения и образовались новые согласия: даниловское (поморское), федосеевское, Филиповское, часовенное, спасово, аристово и другие, более мелкие и экзотические, вроде средников, дырников и бегунов.
В XIX веке крупнейшим центром беспоповства стала федосеевская община Преображенского кладбища в Москве, в которой ведущую роль играли старообрядческие купцы и владельцы мануфактур. В настоящее время крупнейшие объединения беспоповства — Древлеправославная поморская церковь и Древлеправославная старопоморская церковь федосеевского согласия.
По оценке Дмитрия Урушева: «Но не все староверческие общины выдержали проверку временем. До наших дней не дотянули многие согласия, некогда бывшие весьма многочисленными. Поредели общины федосеевцев и спасовцев. По пальцам можно пересчитать бегунов, мелхиседеков, рябиновцев, самокрестов, титловцев и филипповцев».
К числу беспоповских согласий в ряде случаев относили и относят некоторые псевдохристианские секты на том основании, что последователи этих сект также отвергают окормление официальным священством.

### Единоверие
В 1800 году для старообрядцев, перешедших под юрисдикцию РПЦ, но сохранивших всю дореформенную обрядность, митрополитом Платоном (Левшиным) были учреждены «пункты о единоверии». Самих же старообрядцев, перешедших в Синодальную церковь с сохранением старых обрядов, книг и традиций, стали называть единоверами.
Однако единоверие распространялось с большими сложностями. Например, Уральское (Яицкое) казачье войско фактически полностью «состояло в расколе» вплоть до середины XIX века. Такая же картина наблюдалась в Донском и Терском казачьих войсках, где в основной своей массе казаки были приверженцами староверия. Как сообщал наказной атаман А. Д. Столыпин, «даже обращение часовни в Уральске в единоверческую Успенскую церковь слабо способствовало развитию единоверия в регионе».
Единоверие имеет законное священство, хиротоническую преемственность и евхаристическое общение с сообществом поместных Православных церквей.
Сегодня в лоне Русской православной церкви существует единоверие (православное старообрядчество) — приходы, в которых сохраняются все дореформенные обряды, но при этом они признают иерархическую юрисдикцию РПЦ и РПЦЗ (см. например: преосвященный Иоанн (Берзинь), епископ Каракасский и Южно-Американский, управляющий единоверческими приходами РПЦЗ).

## Отличительные черты

### Богослужебно-обрядовые особенности
Отличия «древлеправославной» службы от «общеправославной»:
- Двуперстие при крестном знамении.
- Крещение только путём троекратного полного погружения.
- Исключительное использование восьмиконечного Распятия; четырёхконечное Распятие не используется, поскольку считается латинским.
- Написание имени Исус с одной буквой «и», без новогреческого добавления второй буквы Иисус, что соответствовало правилам славянского написания имени Христа: ср. укр. Ісус Христос, бел. Ісус Хрыстос, серб. Исус, русин. Ісус Хрістос, макед. Исус Христос, босн. Isus, хорв. Isus
- не допускаются светские типы пения: оперное, партесное, хроматическое и прочее. Церковное пение остаётся строго монодическим, унисонным.
- богослужение проходит по Иерусалимскому уставу в версии древнерусского типикона «Церковное око».
- нет характерных для «новообрядчества» сокращений и замен. Кафизмы, стихиры и песни канонов исполняются полностью.
- не используются акафисты (за исключением «Акафиста Пресвятой Богородице») и другие позднейшие литургические сочинения.
- не служится великопостная служба Пассия, имеющая католическое происхождение.
- сохраняются начальные и исходные поклоны.
- поддерживается синхронность обрядовых действий (ритуал соборной молитвы): крестное знамение, поклоны и прочее совершаются молящимися в одно и то же время.
- Великой Агиасмой считается вода, освящённая в навечерие Богоявления.
- Крестный ход совершается по солнцу (по часовой стрелке).
- в большинстве течений одобряется присутствие христиан в древнерусской одежде: кафтанах, косоворотках, сарафанах и т. п.
- более широко используются погласицы в церковном чтении.
- сохраняется применение некоторых дораскольных терминов и старославянское написание некоторых слов (Псалтырь, Иеросалим, Давыд, Предотеча, Саватий, Евва, священноинок (вместо иеромонах) и др.) — см. список различий.

### Символ веры
В ходе «книжной справы» было внесено изменение в Символ веры: убран союз-противопоставление «а» в словах о Сыне Божием «рожденна, а не сотворенна». Из смыслового противопоставления свойств таким образом было получено простое перечисление: «рождённого, не сотворённого». Старообрядцы резко выступали против таких изменений и были готовы «за единый аз» (то есть за одну букву «а») пойти на страдание и смерть.
Сравнение текста.
| Дореформенный текст                                        | «Новообрядческий» текст                                      |
| ---------------------------------------------------------- | ------------------------------------------------------------ |
| Ісусъ, (Ісъ)                                               | Іисусъ, (Іисъ)                                               |
| Рожденна, а не сотворенна                                  | Рожденна, не сотворенна                                      |
| Его же царствію несть конца                                | Его же царствию не будет конца                               |
| И воплотившегося от Духа Свята, и Марии девы вочеловечшася | И воплотившегося от Духа Свята и Марии девы, и вочеловечшася |
| И воскресшаго в третий день по Писаниих.                   | И воскресшаго в третий день по Писанием.                     |
| Господа истиннаго и животворящаго                          | Господа животворящаго                                        |
| Чаю воскресения мертвым                                    | Чаю воскресения мертвых                                      |

Старообрядцы считают, что греческие слова в тексте — τò Κύριον — означают Господственный и Истинный (то есть Господа Истиннаго), и что по самому смыслу Символа веры требуется в нём исповедовать Духа Святого истинным, как исповедают в том же Символе веры Бога Отца и Бога Сына Истинными (во 2 члене: «Света от Света, Бога Истинна от Бога истинна»):26.

### Сугубая аллилуия
В ходе реформ Никона сугубое (то есть двойное) произнесение «аллилуии», что в переводе с древнееврейского языка означает «хвалите Бога», было заменено на трегубое (то есть на тройное). Вместо «Аллилуия, аллилуия, слава тебе Боже» стали произносить «Аллилуиа, аллилуиа, аллилуиа, слава Тебе, Боже».
По мнению «греко-россиян» («новообрядцев»), тройное произнесение аллилуии символизирует догмат о Святой Троице. Однако старообрядцы утверждают, что сугубое произнесение вместе со «слава Тебе, Боже» уже является прославлением Троицы, поскольку слова «слава Тебе, Боже» являются одним из переводов на славянский язык древнееврейского слова Аллилуиа.
По мнению старообрядцев, древняя церковь говорила «аллилуия» дважды, поэтому и русская дораскольная церковь знала только двойную аллилуию. Исследования показали, что в греческой церкви тройная аллилуия изначально практиковалась редко, и стала там возобладать только в XVII веке. Двойная аллилуия не было нововведением, появившимся в России лишь в XV веке, как утверждают сторонники реформ, и тем более не погрешность или опечатка в старых богослужебных книгах. Старообрядцы указывают на то, что тройная аллилуия была осуждена древней русской церковью и самими греками, например, преподобным Максимом Греком и на Стоглавом соборе:24.

### Поклоны
Не допускают замену земных поклонов на поясные.
Поклоны бывают четырёх видов:
- Обычный — поклон до персей или до пупа
- Средний — в пояс
- Малый земной поклон — «метание» (от греч. метанойя — «покаяние»)
- Великий земной поклон (проскинеза)

У новообрядцев и для священнослужителей, и для монашествующих, и для мирян предписано класть поклоны лишь двух видов: поясные и земные (метания).
Обычный поклон сопровождает каждение, возжигание свечей и лампад; прочие творят при молитве соборной и келейной по строго установленным правилам.
При великом земном поклоне колени и голову нужно преклонить до земли (пола). По совершении крестного знамения, простёртые ладони обеих рук кладут на подручник обе рядом, а потом голову наклоняют до земли столько, чтобы головой коснуться рук на подручнике, колени также преклоняют до земли вместе, не растопыривая их.
Метания выполняют быстро, одно за другим, что снимает требование о преклонении головы до самого подручника.

### Богослужебное пение
После раскола православной церкви старообрядцы не приняли ни новый многоголосный стиль пения, ни новую систему нотной записи. Сохраняемое старообрядцами крюковое пение (знаменное и демественное) получило своё название от способа записи мелодии особыми знаками — «знаменами» или «крюками». В знаменном пении существуют определённая манера исполнения, поэтому в певческих книгах встречаются словесные указания: тихо, велегласно (в полный голос), и косно или ровно (умеренный темп пения).
В Старообрядческой церкви пению уделяется высокое воспитательное значение. Петь надо так, чтобы «звуки поражали слух, а заключающаяся в них истина проникала в сердце». Певческая практика не признаёт классическую постановку голоса, молящийся человек должен петь своим естественным голосом, в фольклорной манере. В знаменном пении нет пауз, остановок, все песнопения исполняются непрерывно. Во время пения следует достигать однородности звучания, петь как бы в один голос. Состав церковного хора был исключительно мужским, но из-за малочисленности певцов в настоящее время практически во всех старообрядческих моленных и церквах основу хоров составляют женщины.

#### Старообрядческие песни разных регионов

##### Польша
Песни старообрядцев, живущих в Польше, исполняет единственный старообрядческий ансамбль в этой стране под названием «Рябина». В ансамбле шесть женщин, руководитель Зинайда Анципов. Он создан в 1988 году в деревне Габове Грады в Августовском повяте. До 2017 года ансамбль записал два альбома с обрядовыми и лирическими песнями: «Песни старообрядцев» (2000; 22 песни) и «В стыраверскый дяревни» (2008; 14 песен). В октябре 2007 года он принимал участие в первом Международном фестивале российской песни в Москве.

##### Тыва
Песнопения тувинских староверов, живущих в деревнях Эржей, Ужеп и Сизим в верховьях реки Малый Енисей, исполняет фольклорно-этнографический ансамбль «Октай» из города Кызыл под руководством Надежды Васильевны Пономарёвой. В 2003 году в репертуаре ансамбля было «[б]олее 200 духовных стихов», которые он «исполняет аутентично звучанию пятивековой давности». В 2011 году ансамбль записал 17 из них в альбоме «Духовые стихи. Что бы нам построить».

### Иконопись
Ещё до церковного раскола в русской иконописи наметились изменения, вызванные влиянием западноевропейской живописи. Старообрядцы активно выступали против нововведений, отстаивая традицию русской и византийской иконы. В полемических сочинениях протопопа Аввакума об иконописи указывалось на западное (католическое) происхождение «новых» икон и жёстко критиковалось «живоподобие» в работах современных ему иконописцев.
В «Поморских ответах» собран и проанализирован обширный иконографический материал, это было одно из первых в России сравнительных иконографических исследований.
В «правящей» Русской православной церкви постепенно начался упадок иконописи, окончившийся практически полным забвением иконы к XIX веку. Старообрядцы же собирали «дораскольные» иконы, считая «новые» «безблагодатными». Особо ценились иконы Андрея Рублёва, так как именно его работы в качестве образца называл Стоглав. Собирание старообрядцами древних икон породило целую индустрию поддельных «под старину» (подфурных) икон. Старообрядцы были основными (и, вероятно, единственными) экспертами в иконописи и иконографии при пробуждении интереса к русской иконописи на рубеже XIX—XX веков, при т. н. «открытии иконы».
В крупных старообрядческих центрах сложились самостоятельные школы иконописи. Одна из наиболее известных на сегодня — ветковская икона.
Синод РПЦ запретил использование литых икон.[когда?] Подобного запрета у старообрядцев не существовало, а меднолитые иконы небольшого размера, легко воспроизводимые по образцу, были удобны как при производстве, так и при использовании у преследуемых светскими и церковными властями старообрядцев.

### Быт, культура, фольклор
У старообрядцев сохранялась своя система образования, включающая заучивание наизусть множества молитв, обучение чтению и началам арифметики, знаменному пению. Основными учебниками традиционно были Азбука, Псалтырь и Часослов. Особо одарённых детей учили славянскому письму и иконописи.
Некоторые беспоповские согласы (поморы, федосеевцы и др.) используют хомовое пение, вышедшее из употребления в XVII веке.

### Апокрифы
Апокрифы были широко распространены на Руси среди христиан ещё до раскола. У части старообрядцев существовал интерес к апокрифам, чаще всего эсхатологическим. Некоторые из них названы и осуждены в «Окружном послании» 1862 года: «Видение апостола Павла», «Хождение Богородицы по мукам», «Сон Богородицы», «Хождение старца Агапия в рай», а также «Сказание о двенадцати пятницах», «Епистолия о неделе», «Беседа трёх святителей», «Иерусалимский список» и др. В XVIII—XIX веках преимущественно среди беспоповцев появляется ряд самобытных апокрифических сочинений: Седмитолковый апокалипсис, «Книга Евстафия богослова об антихристе», «Толкование Амфилохиево вторыя песни Моисеовы», «Слово от старчества, в немже инок Захария беседова к ученику своему Стефану об антихристе», ложное толкование Дан. 2. 41—42, 7. 7, «Повесть о бражнике, из бесед евангельских», тетрадь «О винном сотворении» (якобы из документов Стоглавого собора), «О бульбе» из книги Пандок, «О духовном антихристе», а также «тетрадь», в которой названа дата кончины мира (Окружное послание. С. 16—23). Существовали старообрядческие апокрифические сочинения, направленные против употребления картофеля («Царь именем Мамер», со ссылкой на книгу Пандок); сочинения, содержащие запрет на употребление чая («В коем доме самовар и посуда, в тот дом не входить до пяти лет», со ссылкой на 68-е правило Карфагенского собора, «Кто пьёт чай, тот отчаивается будущего века»), кофе («Кто пьёт кофий, в том заводится злой ков») и табака, приписываемые Феодору IV Вальсамону и Иоанну Зонаре; сочинения против ношения галстуков («Сказание о платах, неции носят, выписано ис Кроника, сиречь Летописца латынского»). Запрет на чтение сочинений, названных в «Окружном послании», действовал только у старообрядцев Белокриницкой иерархии. Среди отдельных представителей беспоповцев многие из этих «тетрадей» до сих имеют хождение. В РДЦ соборным определением повторён запрет на чтение апокрифов, написанный Иоанном Зонарой на 39-е праздничное послание святителя Афанасия Александрийского: «чтобы некоторые по заблуждению не читали и так называемых апокрифических книг, и не получили отсюда вреда, будучи „простодушными“, то есть малообразованными и удобообльщаемыми». До настоящего времени в старообрядческой среде в дни Великого поста и Страстной седмицы читают апокрифический сборник «Страсти Христовы».

## География, численность и национальный состав
Исторические области распространения различных согласий:
- Центральная Россия: беглопоповцы, бегуны, Любушкино согласие, средники и федосеевцы.
- Русский Север: Поморское согласие, Филипповское согласие, Аароново согласие, аристовцы.
- Поволжье — кержаки, кулугуры, нетовцы, рябиновцы, самокрещенцы.
- Юг России — липоване, некрасовцы, неокружники.
- Забайкалье — семейские.
- Прибалтика — Поморское согласие, федосеевцы.

По переписи 1897 года в Российской империи насчитывалось 2 204 596 старообрядцев, из них в пределах современной России — 1 682 264 человек. Наивысшим удельный вес старообрядческого населения был в Амурской области — 11,89 %. За пределами современной России в 1897 году жило 522 332 старообрядца, из них в Царстве Польском — 9423 (0,1 % всего населения), белорусских и прибалтийских губерниях — 207 009 (1,66 %), украинских губерниях и Бессарабии — 175 733 (0,69 %), в Закавказье — 65 123 (1,32 %), Средней Азии — 65 044 (0,84 %).
В отчёте обер-прокурора Святейшего синода за 1903—1904 годы общая численность старообрядцев в Российской империи исчислялась в 1 984 182 человека (в 1909 году — 1 900 500); правда, отмечалось, что данные, составленные на основе докладов епархиальных архиереев, весьма условны. За 1909 год из Российской Православной церкви в старообрядчество перешли 1946 человек (403 человека — к белокриницким; 138 — к беглопоповцам; 1405 — к беспоповцам). Из старообрядчества к Российской Православной церкви присоединилось 5243 человека.
| Губернии и области  | 1897 год | в %  | 1909 год |
| ------------------- | -------- | ---- | -------- |
| Пермская            | 218 396  | 7,29 | 78 063   |
| Донская             | 130 450  | 5,09 | 129 000  |
| Саратовская         | 113 710  | 4,73 | 98 291   |
| Московская          | 99 825   | 4,11 | 40 660   |
| Томская             | 99 055   | 5,14 | 127 000  |
| Вятская             | 98 055   | 3,24 | 99 800   |
| Самарская           | 97 522   | 3,54 | 96 000   |
| Нижегородская       | 88 637   | 5,59 | 98 495   |
| Тобольская          | 72 600   | 5,07 | 12 563   |
| Оренбургская        | 49 984   | 3,12 | 50 000   |
| Калужская           | 42 598   | 3,76 | 41 000   |
| Псковская           | 40 475   | 3,61 | 35 102   |
| Костромская         | 39 718   | 2,86 | 39 873   |
| Владимирская        | 38 107   | 2,51 | 37 000   |
| Забайкальская       | 36 623   | 5,45 | 50 763   |
| Терская             | 34 754   | 3,72 | 6727     |
| Уфимская            | 34 011   | 1,55 | 39 399   |
| Симбирская          | 31 511   | 2,06 | 26 267   |
| Новгородская        | 31 150   | 2,28 | 29 630   |
| Санкт-Петербургская |          |      | 6899     |
| Екатеринбургская    |          |      | 54 910   |
| Ставропольская      |          |      | 43 858   |
| Владикавказская     |          |      | 38 122   |
| Омская              |          |      | 26 602   |
| Пензенская          |          |      | 23 371   |
| Смоленская          |          |      | 22 115   |
| Казанская           |          |      | 20 613   |
| Курская             |          |      | 19 604   |
| Астраханская        |          |      | 15 000   |
| Воронежская         |          |      | 14 000   |
| Тамбовская          |          |      | 12 000   |
| Енисейская          |          |      | 11 680   |
| Благовещенская      |          |      | 10 000   |
| Ярославская         |          |      | 9000     |
| Орловская           |          |      | 8481     |
| Иркутская           |          |      | 7226     |
| Вологодская         |          |      | 7080     |
| Архангельская       |          |      | 5150     |
| Рязанская           |          |      | 4954     |
| Олонецкая           |          |      | 3336     |
| Якутская            |          |      | 1771     |
| Тульская            |          |      | 1462     |
| Владивостокская     |          |      | 888      |

Возле Москвы широко известны Гуслицы — обширная старообрядческая область к востоку от столицы, включавшая много сёл и деревень, а также такие города, как Егорьевск и Воскресенск, населённая в основном старообрядцами-поповцами.
По данным всероссийского исследования «Арена (Атлас религий и национальностей России)», проведённого службой «Среда» в августе 2012 года в 79 из 83 субъектов РФ, в России проживают около 400 тысяч старообрядцев, или 0,2 % населения страны; 26 % российских старообрядцев проживают в городах-миллионерах.
На конец 2018 года в России были зарегистрированы 387 старообрядческих общин, в том числе: Русская православная старообрядческая церковь — 206, Древлеправославная церковь — 112, Поморская церковь — 46, Федосеевское согласие — 11, другие согласия —12. В то же время старообрядцы некоторых согласий предпочитают не регистрировать свои общины. По некоторым оценкам, в России официально зарегистрированы менее половины существующих старообрядческих общин.
На Украине, по данным 2007 года, Русская православная старообрядческая церковь (Белокриницкое согласие) наиболее всего была распространена в Одесской (15 общин), Винницкой (13 общин) и Черновицкой (8 общин) областях. В 2022 году они стали основой Древлеправославной церкви Украины, объединяющей около шестидесяти общин.
Многочисленны старообрядцы в Румынии, объединённые главным образом в Древлеправославную старообрядческую церковь Румынии (ныне преимущественно липоване, Белокриницкая иерархия).
По своей национальной принадлежности подавляющее большинство старообрядцев русские, есть последователи среди коми. В последние годы появились интересующиеся староверием новообращенные в африканских и других странах.